# 항공 서비스 카트

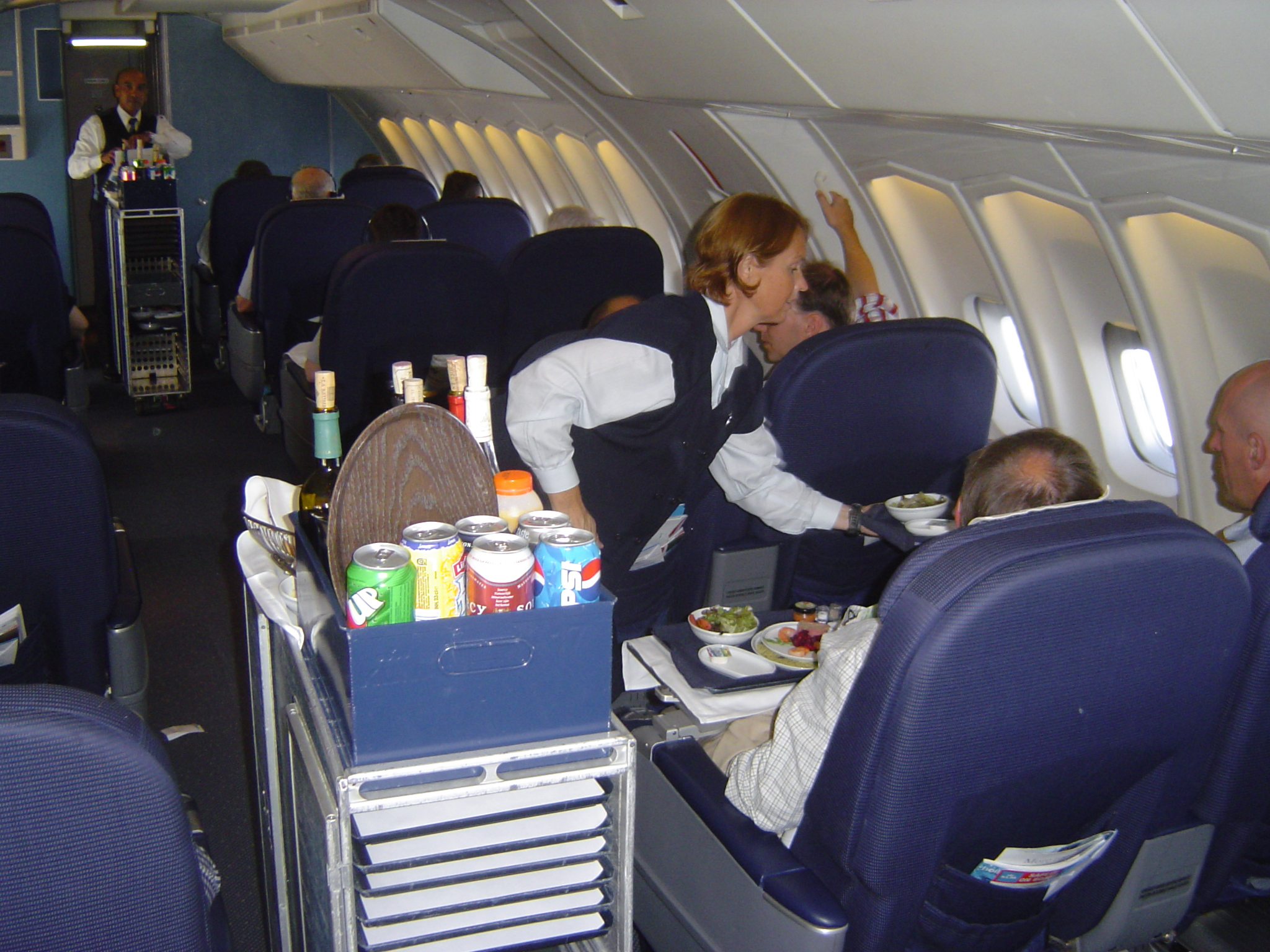
서비스 트롤리를 사용하는 객실 승무원.

항공 서비스 카트는 항공 승무원이 비행 중 음료, 기내식 및 기타 물품을 운반하기 위해 항공사에서 제공하는 작은 서비스 카트이다.

## 역사
항공 서비스 트롤리 시스템은 1960년대 후반 새로운 세대의 대형 "광동체" 항공기가 항공사에 도입되면서 동시에 도입되었다. 이 항공기에 탑승하는 승객 수가 크게 늘어나면서 그 전까지 손으로 효율적으로 전달되던 식사를 더 이상 그렇게 할 수 없게 되었다.
장거리 철도에서 좌석 서비스가 성장하면서 이 목적을 위해 유사한 서비스 트롤리가 채택되었다.

## 디자인
트롤리는 각 모서리에 트롤리를 고정할 수 있도록 제동할 수 있는 바퀴가 달린 단단한 상자 형태이다. 전체 크기와 절반 크기의 트롤리가 제작된다. 앞면(전체 및 절반 크기 모두)과 뒷면(전체 크기만 해당)에는 문이 있으며, 상단에는 손잡이가 제공된다. 현재 사용되는 트롤리에는 몇 가지 디자인 계열이 있다.
- ACE – 주로 사양을 시작한 영국항공에서 사용하며 드리센에서 생산했다.[{{{설명}}}]
- ATLAS – 가장 일반적인 크기로, 약 80%의 항공사에서 사용한다. 이 사양을 시작한 초기 항공사 그룹의 이름을 따서 명명되었다: 알리탈리아, TAP, 루프트한자, 에어 프랑스, 그리고 사베나.
- KSSU – KLM, 스위스항공, SAS 스칸디나비아 항공, UTA의 이름을 따서 명명되었다. 캐세이퍼시픽 항공에서도 사용한다.

개별 항공사는 종종 기존 트롤리 계열을 용도에 맞게 맞춤 제작한다.
전체 크기 ATLAS 트롤리는 일반적으로 너비 약 0.3 m (11 3⁄4 in), 높이 약 1.03 m (3 ft 4 1⁄2 in), 길이 약 0.81 m (2 ft 7 7⁄8 in)이며, 빈 상태에서 약 15 kg (33 lb)의 무게가 나간다. 더 가벼운 디자인도 있으며, 절반 크기(길이 0.405 m (1 ft 3 15⁄16 in))도 있다.

## 같이 보기
- 항공기 지상 조업
- 갤리